# Саусе-Чико
Саусе-Чико (исп. Sauce Chico) — река в Аргентине, протекает по территории районов Сааведра, Коронель-Суарес, Торнкист, Баия-Бланка и Вильярино провинции Буэнос-Айрес. Длина реки — 140 км. Площадь водосборного бассейна — 1558 км².
Начинается в горах Сьерра-Курамалаль между вершинами Ла-София и Гуанако на высоте 825 м над уровнем моря. После выхода на равнину течёт сначала на юго-запад мимо города Торнкист, деревень Саусе-Чико, Эль-Дестино, Сан-Висенте, Ла-Пастораль, затем поворачивает на юг. Между железнодорожными станциями Нуэво-Рома и Альфарес-Сан-Мартин сворачивает на восток. Впадает в северо-восточную часть бухты Баия-Бланка на южной окраине одноимённого города.
Крупных притоков не имеет, впадают небольшие речки Ла-Вентана (лв, в верховьях) и Арройо-Саладильо, Арройо-Саладильо-де-Гарсия и Арройо-Саладильо (все — левые) в низовьях.
Климат бассейна реки умеренный, средние температуры лежат в пределах от 14 до 20 °C. Река протекает в природной зоне сухих степей с редкими кустарниками.